# New York Film Critics Circle Awards 2010
La 76ª edizione della cerimonia dei New York Film Critics Circle Awards, annunciata il 12 dicembre 2010, si è tenuta il 10 gennaio 2011 ed ha premiato i migliori film usciti nel corso del 2010.

## Vincitori

### Miglior film
- The Social Network, regia di David Fincher

### Miglior regista
- David Fincher - The Social Network

### Miglior attore protagonista
- Colin Firth - Il discorso del re (The King's Speech)

### Miglior attrice protagonista
- Annette Bening - I ragazzi stanno bene (The Kids Are All Right)

### Miglior attore non protagonista
- Mark Ruffalo - I ragazzi stanno bene (The Kids Are All Right)

### Miglior attrice non protagonista
- Melissa Leo - The Fighter

### Miglior sceneggiatura
- Lisa Cholodenko e Stuart Blumberg - I ragazzi stanno bene (The Kids Are All Right)

### Miglior film in lingua straniera
- Carlos, regia di Olivier Assayas • Francia

### Miglior film di saggistica
- Inside Job, regia di Charles Ferguson

### Miglior film d'animazione
- L'illusionista (L'Illusionniste), regia di Sylvain Chomet

### Miglior fotografia
- Matthew Libatique - Il cigno nero (Black Swan)

### Miglior opera prima
- David Michôd - Animal Kingdom

### Menzione speciale
- Jeff Hill